# Nkoteng
Nkoteng é uma cidade dos Camarões localizada na província de Centro.